# Chenevières
Ne doit pas être confondu avec Cénevières ou Chennevières.
Chenevières est une commune française située dans le département de Meurthe-et-Moselle en région Grand Est.

## Géographie
La commune de Chenevières est un village proche de Lunéville situé à 15 km. Elle est à 13 km de distance de Baccarat, à 47 km au sud-est de Nancy et à 6 km de Azerailles.
La localité est située entre la rivière de la Meurthe et l'axe de communication RN59 devenue voie expresse depuis 2010.
La commune est desservie par la ligne ferroviaire ligne de Lunéville à Saint-Dié en gare de Chenevières.
Le territoire de la commune est limitrophe de 3 autres communes.
| Saint-Clément |             |      |
|               | Chenevières | Flin |
| Vathiménil    |             |      |

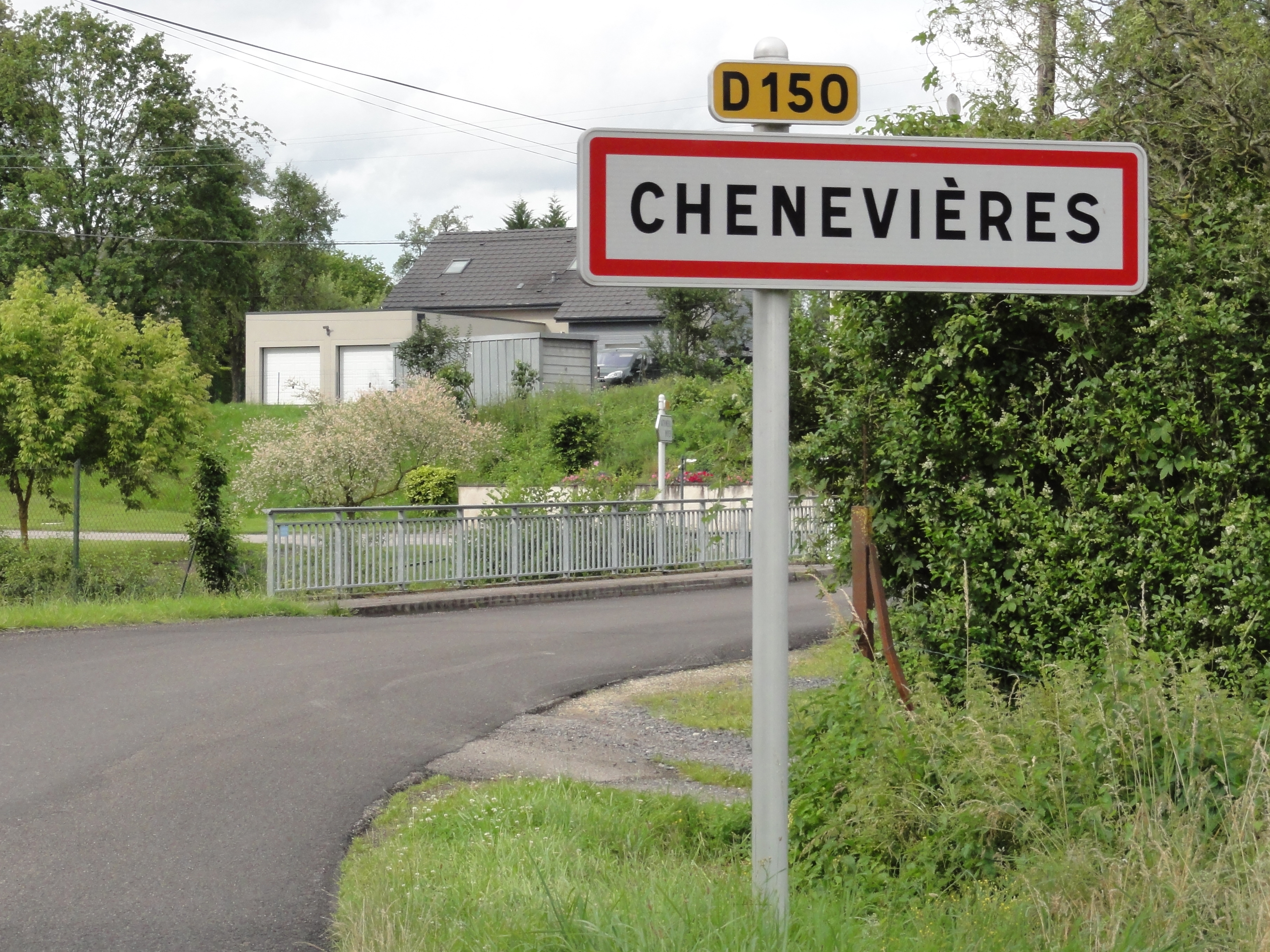
Entrée de Chenevières.
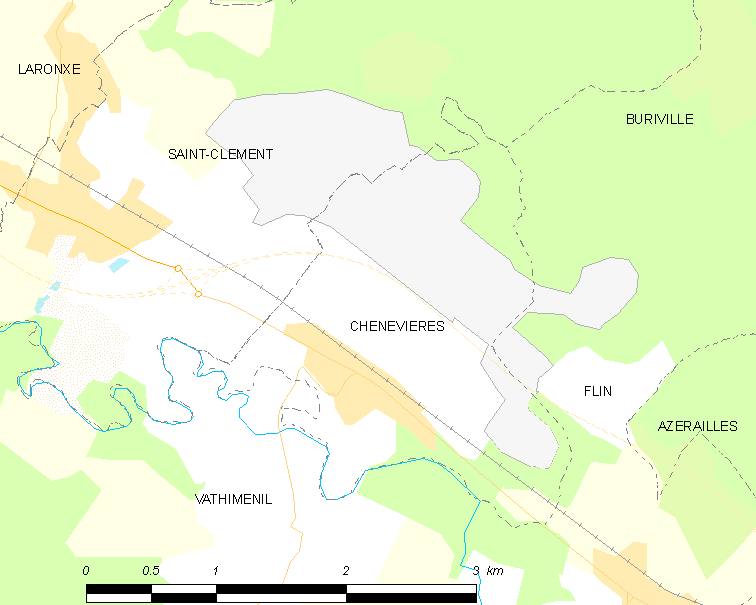
Carte de la commune.
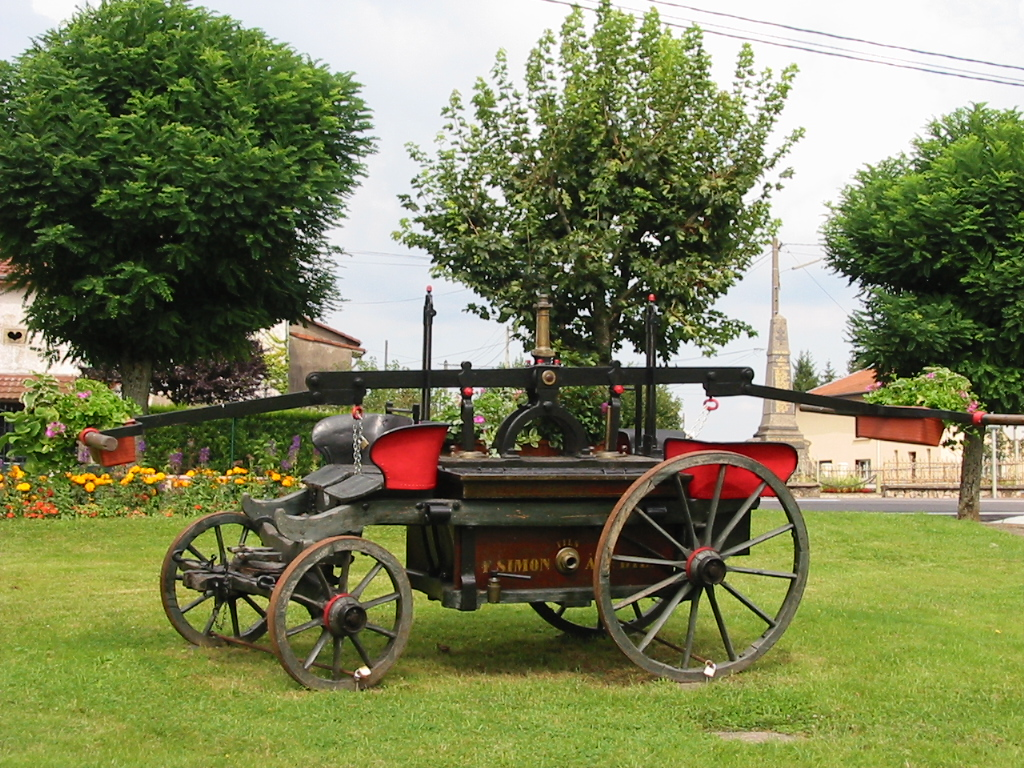
Place du Point-du-Jour.

### Hydrographie
La commune est dans le bassin versant du Rhin au sein du bassin Rhin-Meuse. Elle est drainée par la Meurthe, le ruisseau des Fauchées et le ruisseau des Templiers,.
La Meurthe, d'une longueur de 161 km, prend sa source dans la commune du Valtin et se jette dans la Moselle à Pompey, après avoir traversé 53 communes.

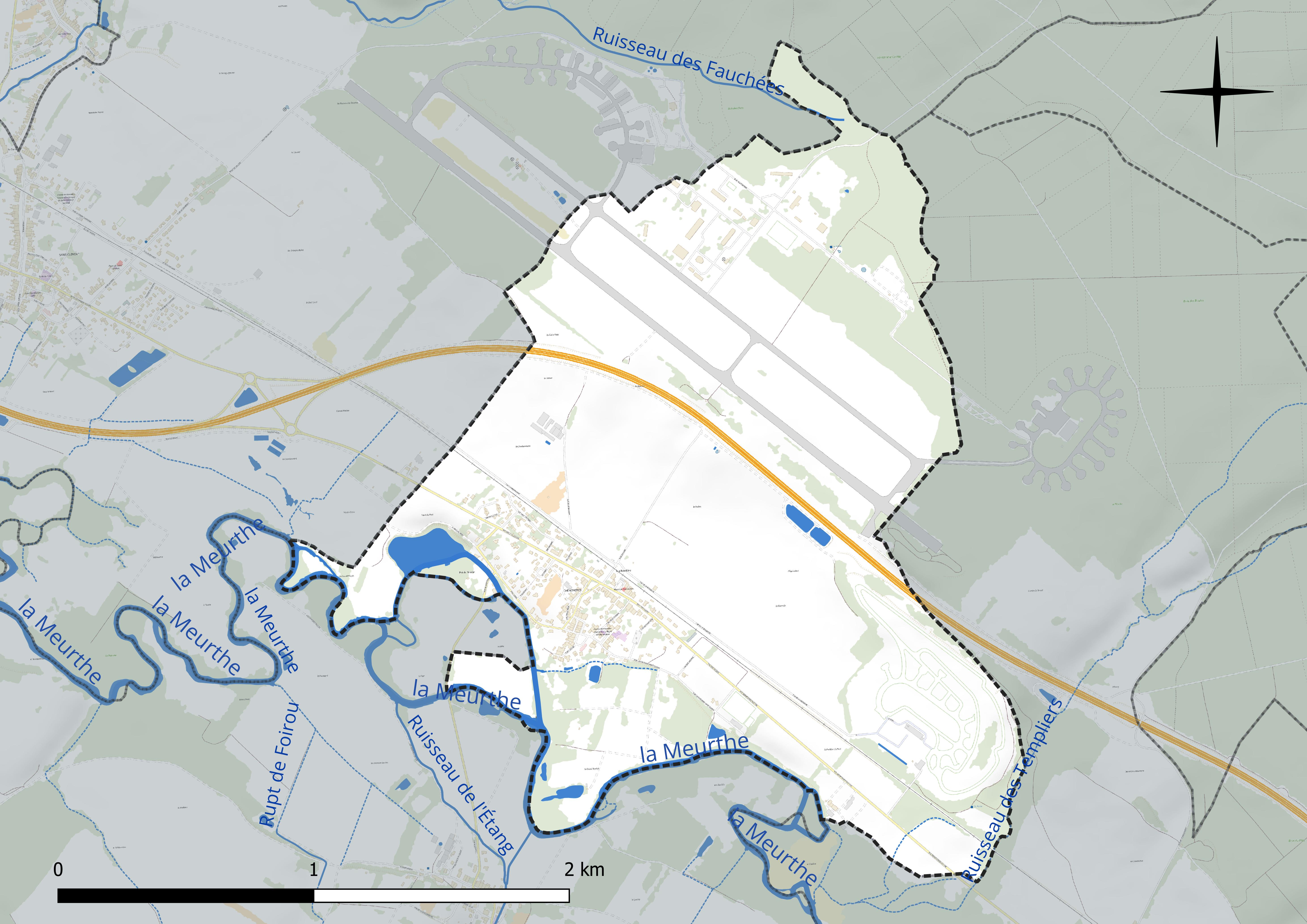
Réseau hydrographique de Chenevières.

### Climat
Pour des articles plus généraux, voir Climat du Grand Est et Climat de Meurthe-et-Moselle.
En 2010, le climat de la commune est de type climat des marges montargnardes, selon une étude du Centre national de la recherche scientifique s'appuyant sur une série de données couvrant la période 1971-2000. En 2020, Météo-France publie une typologie des climats de la France métropolitaine dans laquelle la commune est exposée à un climat semi-continental et est dans la région climatique Vosges, caractérisée par une pluviométrie très élevée (1 500 à 2 000 mm/an) en toutes saisons et un hiver rude (moins de 1 °C).
Pour la période 1971-2000, la température annuelle moyenne est de 9,7 °C, avec une amplitude thermique annuelle de 16,9 °C. Le cumul annuel moyen de précipitations est de 858 mm, avec 12,1 jours de précipitations en janvier et 9,6 jours en juillet. Pour la période 1991-2020, la température moyenne annuelle observée sur la station météorologique de Météo-France la plus proche, « Roville », sur la commune de Roville-aux-Chênes à 15 km à vol d'oiseau, est de 10,3 °C et le cumul annuel moyen de précipitations est de 833,3 mm. 
La température maximale relevée sur cette station est de 40 °C, atteinte le 25 juillet 2019 ; la température minimale est de −24,5 °C, atteinte le 2 janvier 1971,,.
Les paramètres climatiques de la commune ont été estimés pour le milieu du siècle (2041-2070) selon différents scénarios d'émission de gaz à effet de serre à partir des nouvelles projections climatiques de référence DRIAS-2020. Ils sont consultables sur un site dédié publié par Météo-France en novembre 2022.

## Urbanisme

### Typologie
Au 1er janvier 2024, Chenevières est catégorisée commune rurale à habitat dispersé, selon la nouvelle grille communale de densité à sept niveaux définie par l'Insee en 2022.
Elle est située hors unité urbaine. Par ailleurs la commune fait partie de l'aire d'attraction de Nancy, dont elle est une commune de la couronne,. Cette aire, qui regroupe 353 communes, est catégorisée dans les aires de 200 000 à moins de 700 000 habitants,.

### Occupation des sols
L'occupation des sols de la commune, telle qu'elle ressort de la base de données européenne d’occupation biophysique des sols Corine Land Cover (CLC), est marquée par l'importance des territoires artificialisés (43,9 % en 2018), en augmentation par rapport à 1990 (41,9 %). La répartition détaillée en 2018 est la suivante : 
zones industrielles ou commerciales et réseaux de communication (35,1 %), zones agricoles hétérogènes (26,4 %), forêts (17,1 %), prairies (10,8 %), zones urbanisées (8,8 %), terres arables (1,8 %). L'évolution de l’occupation des sols de la commune et de ses infrastructures peut être observée sur les différentes représentations cartographiques du territoire : la carte de Cassini (XVIIIe siècle), la carte d'état-major (1820-1866) et les cartes ou photos aériennes de l'IGN pour la période actuelle (1950 à aujourd'hui).

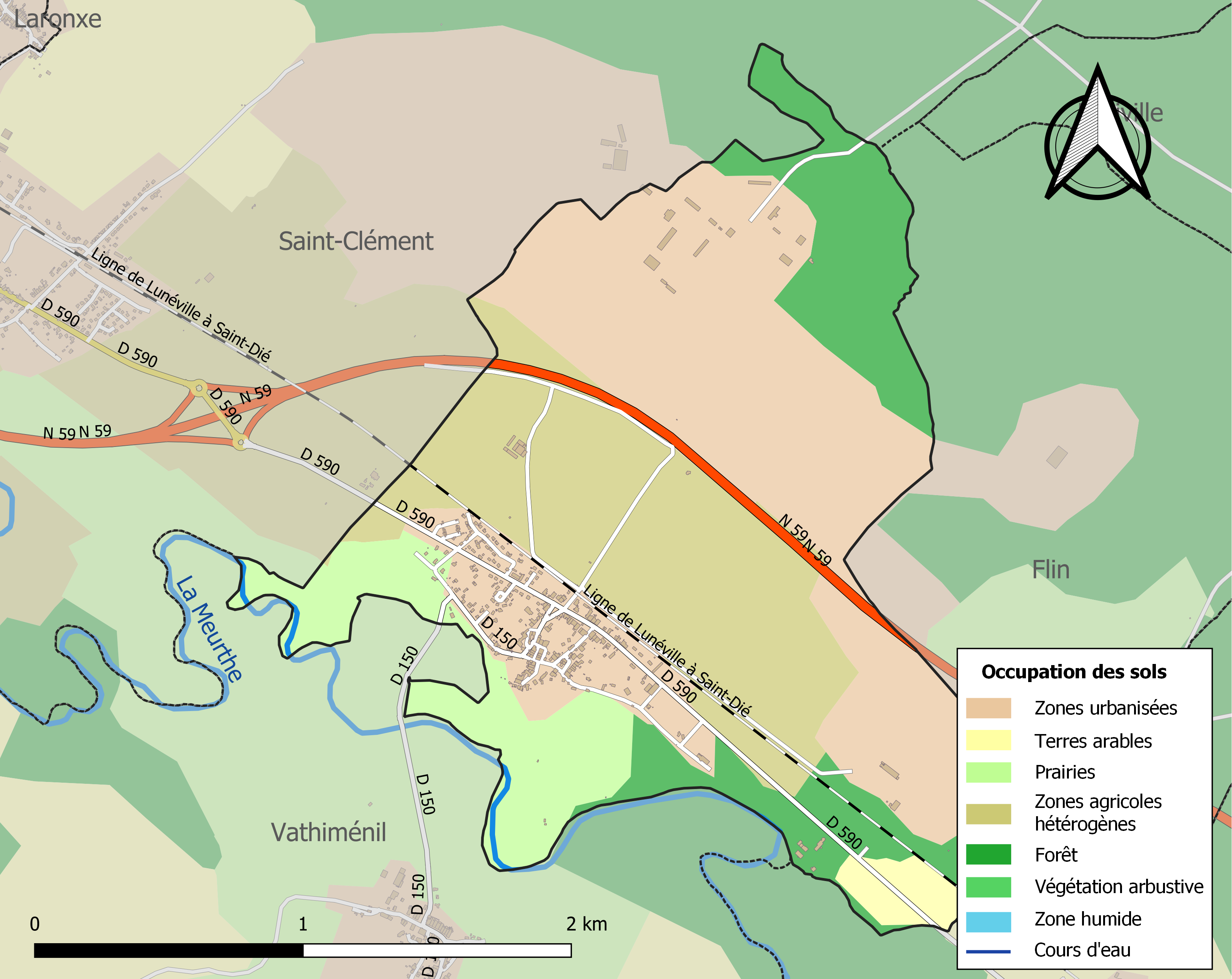
Carte des infrastructures et de l'occupation des sols de la commune en 2018 (CLC).

## Toponymie
Le nom de la localité est attesté sous les formes Canaverœ (905) ; Bannum de Chenevieres (1130) ; De Chenaveres (1150) ; de Cheneveris (1188) ; Cheneveres (1309) ; Chenevière (1371) ; Chenevieres (1509) ; cannabarive (1675).
Le nom de lieu Chenevières procède du bas latin cannava ou canapus forme altérée du latin classique cannabis « chanvre », suivi du suffixe latin -aria, en français -ière. Il désigne des lieux humides où prospère la culture du chanvre.

## Histoire
Chenevières est un village de l'ancien évêché de Metz qui dépend en 1756 de la châtellerie de Moyen puis en 1790 du canton d'Azerailles.
Avant de faire partie de la province des Trois-évêchés, ce village du duché de Lorraine forme avec Saint-Clément et Laronxe ce que l'on appelle alors le ban de Saint-Clément. Il est assez ancien car cité, dès 1157, dans un titre de l'abbaye de Beaupré.
En 1309, un seigneur de Blâmont y fait ses reprises et, en 1342, ses habitants se mettent sous la protection de la seigneurie de Saint-Paul de Metz. Le domaine de Chenevières est sans doute la propriété, en même temps, de plusieurs seigneurs.
En 1593, un contrat d'échange est fait à Nancy, entre Charles, cardinal de Lorraine, évêque de Metz et le duc Charles III de Lorraine tout en laissant le village sous la protection du roi.
Saint-Clément mène, en 1754, un procès contre la communauté de Chenevières au sujet de la vaine pâture.
Chenevières est érigé en succursale en 1802.
Durant la Première Guerre mondiale, les troupes se retirent à Chenevières pour se reposer et se soigner dans les baraquements Adrian d'une centaine de lits chacun. Le 20 octobre 1917, le super-zeppelin allemand “L-44”, de retour d'un raid en Angleterre, est abattu par une section de DCA au-dessus de Chenevières.
Pendant la Seconde Guerre mondiale, des pistes d'atterrissage sont construites sur son territoire en 1939-1940. Le 28 août 1944, un train allemand de munitions est attaqué par l'aviation alliée détruisant la gare et les habitations environnantes. Dans la nuit du 13 au 14 septembre, les Allemands font sauter l'usine de Chenevières avec son dépôt de munitions. Les troupes du général Leclerc libèrent Saint-Clément et les villages voisins le 23 septembre 1944.
Une base aérienne de l'United States Air Forces in Europe est construite sur le territoire de la commune dans les années 1950. Elle a servi de terrain de dispersion jusqu'au milieu des années 1960. Renommée quartier Lasalle après le départ des Américains, le 3e régiment de cuirassiers y était stationné de 1968 à 1998. La base de Lunéville-Chenevières est aujourd'hui utilisée par le 53e régiment de transmissions et par le Polygone de Guerre Électronique.

### Industrie
En 1906, construction et mise en service de la Papeterie de la Meurthe, usine du groupe des Papeteries Navarre. Elle se spécialise dans la fabrication des papiers minces de toute qualité et utilise pour cela des chiffons, du phormium et des déchets de filature en plus de la pâte de cellulose. Elle fonctionne jusqu'à sa réquisition en 1942 et sera détruite en 1944 par les Allemands.

## Politique et administration
| Période                                  | Période                   | Identité                                               | Étiquette | Qualité                               |
| ---------------------------------------- | ------------------------- | ------------------------------------------------------ | --------- | ------------------------------------- |
| Les données manquantes sont à compléter. |                           |                                                        |           |                                       |
| mars 2001                                | mars 2008                 | Roger Berogin                                          |           |                                       |
| mars 2008                                | En cours (au 25 mai 2020) | Marie-Josèphe Georges, Réélue pour le mandat 2020-2026 |           | Agricultrice sur moyenne exploitation |

## Population et société

### Démographie
L'évolution du nombre d'habitants est connue à travers les recensements de la population effectués dans la commune depuis 1793. Pour les communes de moins de 10 000 habitants, une enquête de recensement portant sur toute la population est réalisée tous les cinq ans, les populations de référence des années intermédiaires étant quant à elles estimées par interpolation ou extrapolation. Pour la commune, le premier recensement exhaustif entrant dans le cadre du nouveau dispositif a été réalisé en 2008.

En 2022, la commune comptait 477 habitants, en évolution de −4,22 % par rapport à 2016 (Meurthe-et-Moselle : −0,13 %, France hors Mayotte : +2,11 %).
| 1793 | 1800 | 1806 | 1821 | 1831 | 1836 | 1841 | 1846 | 1851 |
| ---- | ---- | ---- | ---- | ---- | ---- | ---- | ---- | ---- |
| 275  | 255  | 294  | 327  | 345  | 373  | 378  | 386  | 387  |

| 1856 | 1861 | 1872 | 1876 | 1881 | 1886 | 1891 | 1896 | 1901 |
| ---- | ---- | ---- | ---- | ---- | ---- | ---- | ---- | ---- |
| 390  | 395  | 405  | 402  | 407  | 417  | 394  | 344  | 343  |

| 1906 | 1911 | 1921 | 1926 | 1931 | 1936 | 1946 | 1954 | 1962 |
| ---- | ---- | ---- | ---- | ---- | ---- | ---- | ---- | ---- |
| 348  | 457  | 570  | 534  | 502  | 508  | 439  | 386  | 367  |

| 1968 | 1975 | 1982 | 1990 | 1999 | 2006 | 2008 | 2013 | 2018 |
| ---- | ---- | ---- | ---- | ---- | ---- | ---- | ---- | ---- |
| 342  | 427  | 371  | 451  | 490  | 496  | 445  | 493  | 493  |

| 2022 | - | - | - | - | - | - | - | - |
| ---- | - | - | - | - | - | - | - | - |
| 477  | - | - | - | - | - | - | - | - |

## Économie
La monographie communale de 1888 met l'accent uniquement sur l'agriculture. Avec un sol caillouteux, une terre blanche et légère, ils exploitent essentiellement le blé puis du seigle, de l'avoine et des pommes de terre et font de l'élevage de bêtes à cornes avec de rares prairies artificielles. À la même époque, la commune possède un moulin à grain, un moulin à émail et une féculerie.
En 2021, Chenevières compte environ 30 entreprises, dont les plus importantes concernent la culture et l'élevage, le bois, l'exploitation de biens immobiliers, le transport routier et le commerce.
La féculerie est devenue une scierie spécialisée dans la fabrication des charpentes.

## Culture locale et patrimoine

### Lieux et monuments

#### Patrimoine civil
- Moulin à émail, actuellement maison à Chenevières, reconstruit au XIXe siècle dont la poudre d'émail est destinée au revêtement des assiettes de la faïencerie de Saint-Clément, inscrit à l'inventaire général des monuments historiques[37].
- Monuments aux morts (1927), en granit gris bleu des Vosges[38].

#### Patrimoine religieux
- Église de l'Assomption : tour massive à étages, nef XVIIIe siècle[39].

#### Patrimoine environnemental
- Vallée de la Meurthe de La Voivre à Saint-Clément et tourbière de la Basse Saint-Jean, site Natura 2000 déclaré zone spéciale de conservation par arrêté du 23 avril 2010[40].

#### Patrimoine militaire
- Ancienne base aérienne de l'United States Air Forces in Europe construite dans les années 1950 et appelée « Lunéville-Chenevières Air Base ». Après le départ des troupes américaines dans les années 1960, la base de Lunéville-Chenevières accueille désormais le 53e régiment de transmissions.

#### Patrimoine industriel
- Féculerie François : conservée intégralement dans son état depuis sa fermeture en 1958, la féculerie François est inscrite au titre des monuments historiques par arrêté du 29 novembre 2013[41]. Devenue scierie, elle est la propriété d'Étienne François[42].
- La Filature, papeterie construite en 1906, détruite par les Allemands en 1944.

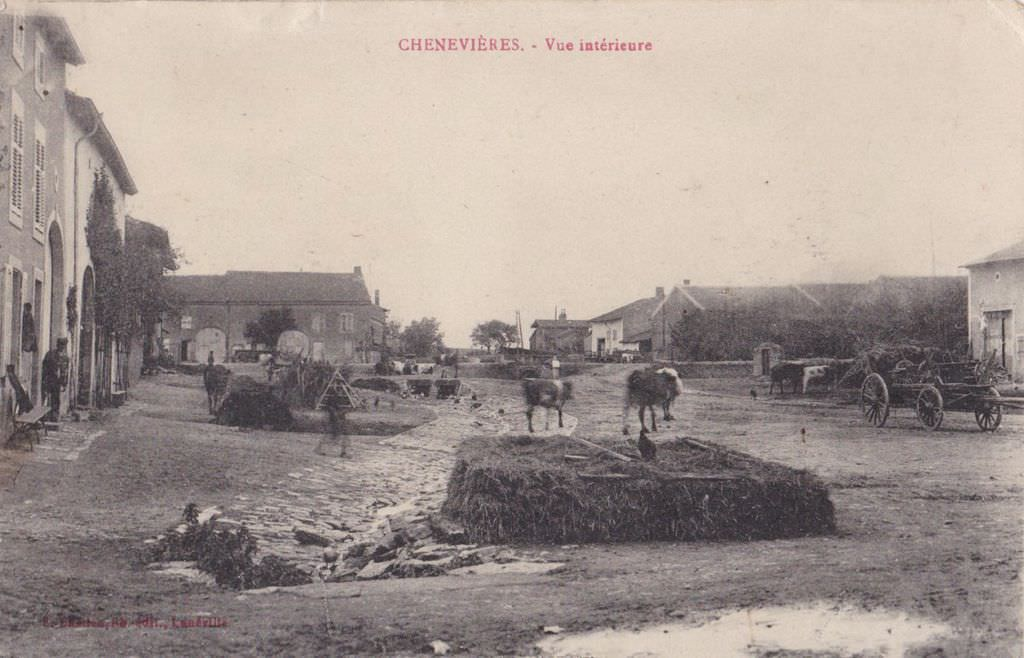
Vue intérieure du village (vers 1900).
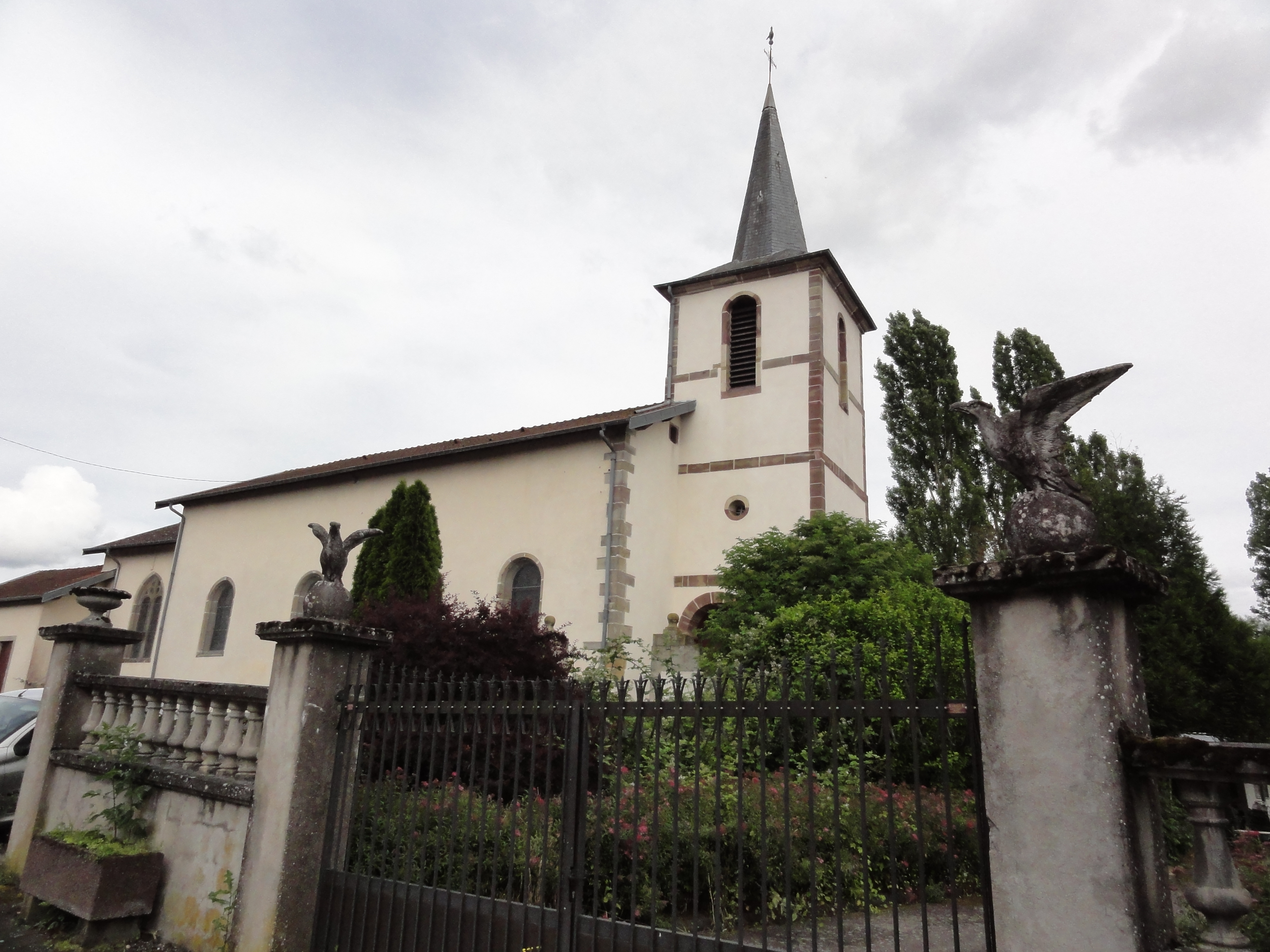
Église de l'Assomption.
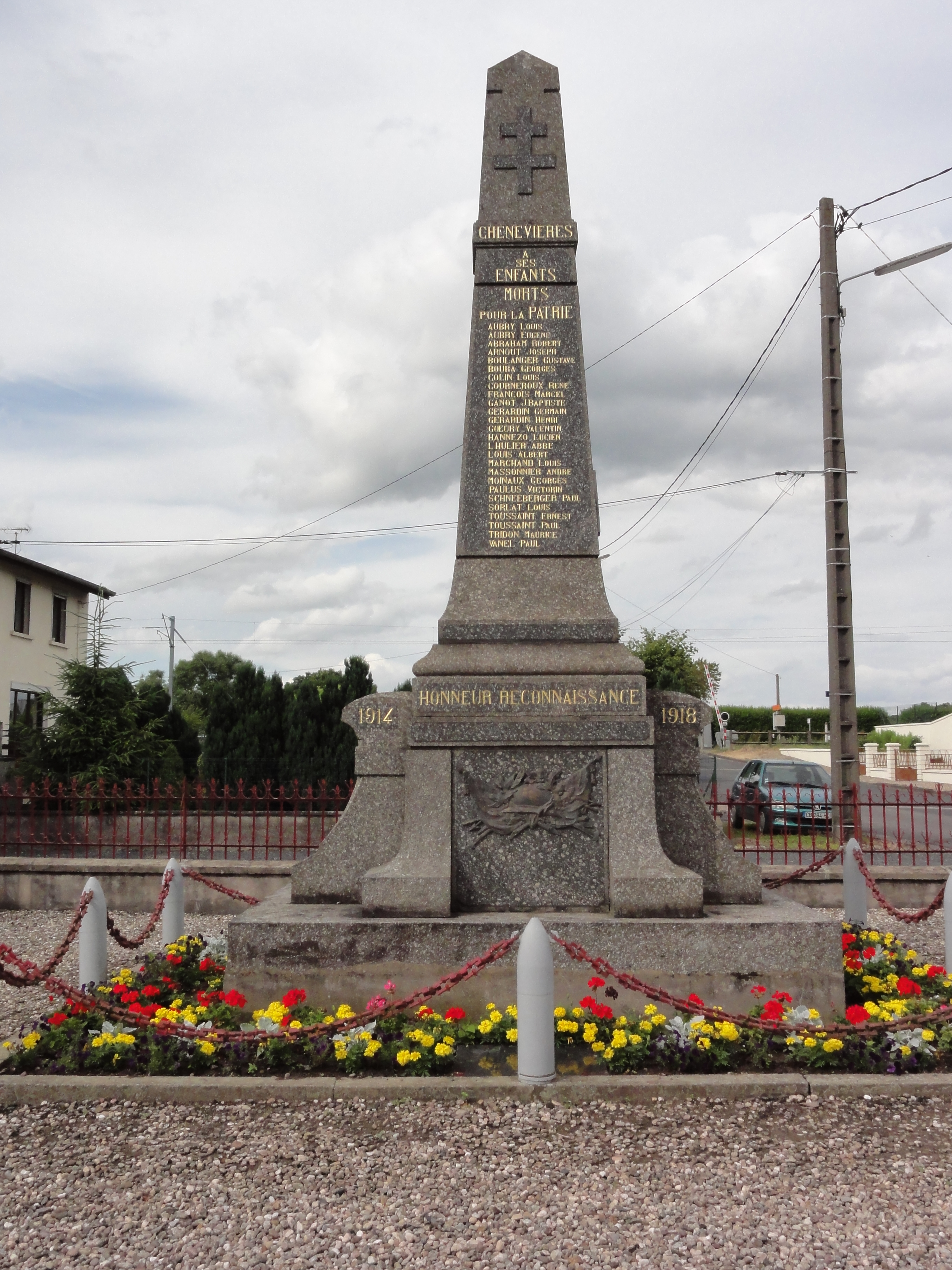
Monument aux morts.
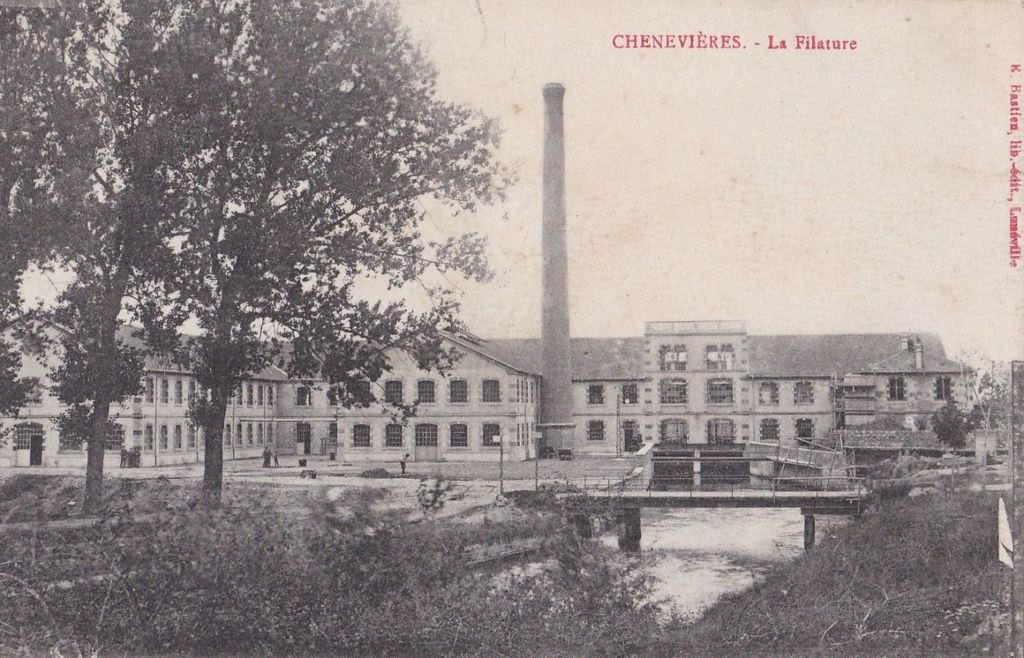
La Filature, papeterie.
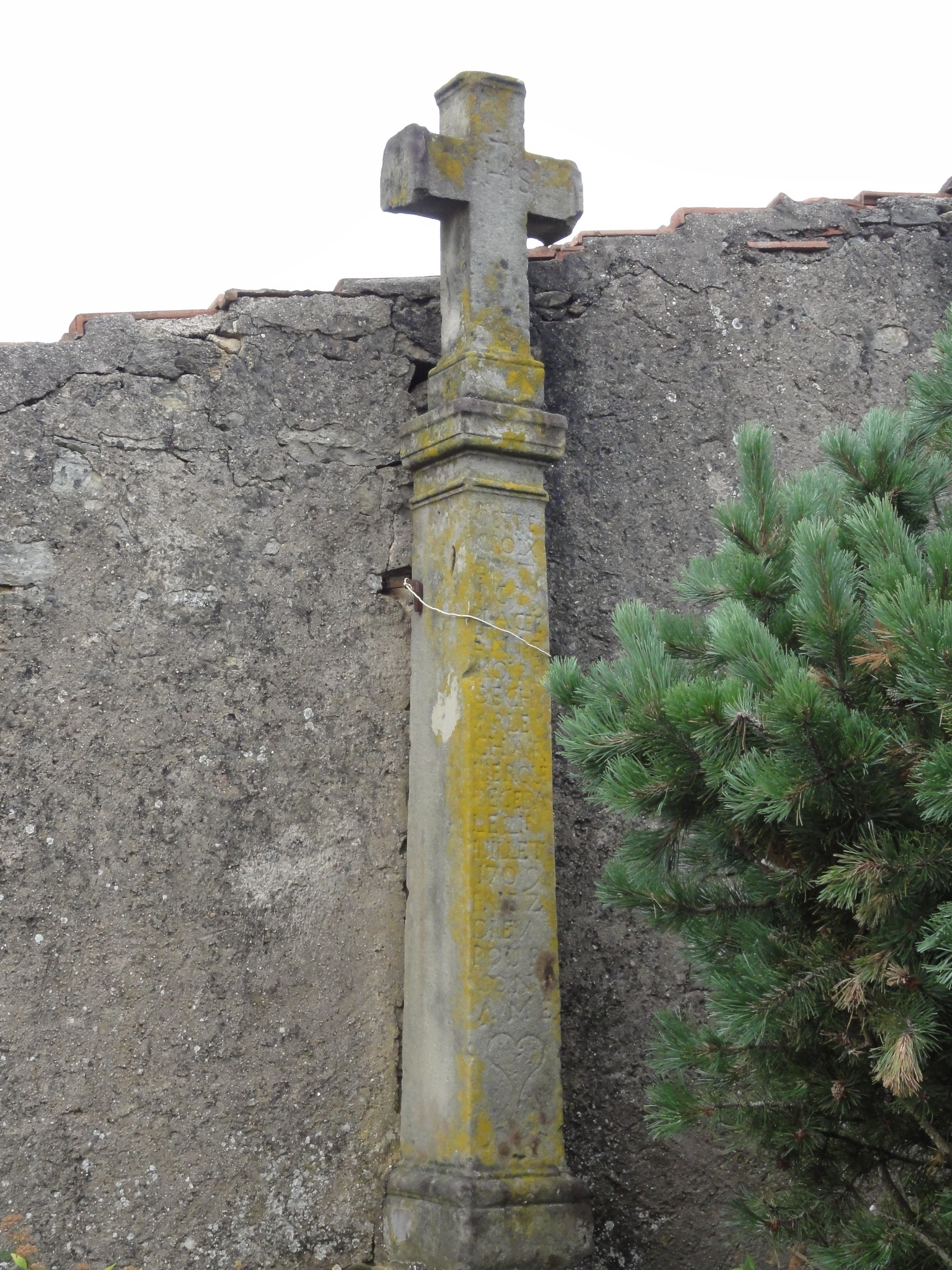
Croix de chemin (1710).

### Équipements et loisirs sportifs
Le Circuit de Chenevières, circuit automobile long de 3,5 km sur 15 à 10 mètres de large, sert à la formation des chauffeurs poids lourds et organise aussi de nombreuses journées de roulage en automobile et à moto.

### Personnalités liées à la commune
- Henri Suhner, né à Chenevières le 3 juillet 1882 et mort à Nancy le 23 juillet 1959, sculpteur, ferronnier et décorateur de l'École de Nancy .

### Héraldique
| Blason de Chenevières | Blason  | Ecartelé au 1° de gueules à l'alérion d'argent, au 2° d'azur à la crosse d'or, au 3° d'azur à l'épée d'argent garnie d'or, au 4° de gueules à la roue de moulin sur une rivière ondée le tout d'argent. |
| Blason de Chenevières | Détails | Le statut officiel du blason reste à déterminer. |
| Blason de Chenevières | Alias   | D'or au chanvre de sinople issant de la pointe, accompagné en chef de deux meules de gueules. |